# Discus bryanti
Discus bryanti är en snäckart som först beskrevs av Harper 1881.  Discus bryanti ingår i släktet Discus och familjen Discidae. Inga underarter finns listade i Catalogue of Life.